# Ugep

Ugep (également Umor) est une ville de l'État de Cross River, dans le sud du Nigeria. Le village est peuplé par le peuple Yakurr. Le souverain traditonnel d'Ugep porte de titre d'Obol Lopon d'Ugep.

## Description
Ugep, comme il est populairement connu, est l'une des unités qui constituent Yakurr, ses indigènes parlent la langue Lokaa qui est la langue générale parlée à Yakurr.
Ugep est originaire d'un lieu ou d'un village appelé "Akpa" dans la race Eastern Ejagham dans le district sénatorial central de l'État de Cross River, au Nigeria.
La raison pour laquelle le peuple Ugep a quitté Akpa était due à un conflit religieux entre les deux familles paternelles qui composent Akpa dans l'exécution des rites rituels lors de la mort d'une personne de l'une ou l'autre des tribus.
Cependant, l'échec du peuple Ugep à accomplir les rites rituels pour la personne décédée est à l'origine du "Grand Trek" où le peuple d'Akpa a poursuivi le peuple d'Ugep hors du village, un homme appelé Edem Omilakpa qui était fatigué et faible avec sa femme enceinte, a poussé une pierre du sommet d'une colline vers les guerriers Apka et la pierre a tué tous les guerriers et a atterri aux pieds du roi d'Akpa qui a mis fin à la guerre entre Akpa et le peuple d'Ugep, mais le grand trek continue. La pierre est appelée : "Ancienne pierre miraculeuse et salvatrice".
Le peuple d'Ugep n'a pas seulement quitté Akpa sans aucun héritage culturel, il est parti avec la plupart des cultures qui étaient pratiquées à Akpa, et c'est la culture qu'il pratique jusqu'à aujourd'hui. L'Ugep est administré et contrôlé par l'Obol Lopon de l'Ugep qui est le prêtre en chef d'Ojokobi (un esprit de fertilité), il est la figure centrale du système administratif avec des prêtres puissants appelés Bi-Nah avec leur rôle religieux comme l'Atewa Wu-kang - kang et Opebelede comme célébrant en chef du festival de la nouvelle igname de l'Ugep.

## Festival
Le festival de la nouvelle igname, qui est maintenant l'un des festivals les plus renommés de l'État de Cross River et qui a été rebaptisé festival international par l'ancien gouverneur de l'État de Cross River, M. Donald Duke, en 2005 ; Ebelembi, Obam, Ndebra, janenboku, Ledemboku. Etc.

## Tourisme
Le festival Leboku New Yam est célébré à Ugep. Ugep est considéré comme le plus grand village d'Afrique par la masse terrestre. Ugep est le siège de la zone de gouvernement local de Yakurr dans l'État de Cross River, au Nigeria. La pêche est également une pratique courante dans la région. 